# Шестопсалмие
Шестопса́лмие (греч. ἑξάψαλμος, от ἕξ — «шесть» и ψαλμός — «псалом»; в богослужебных книгах — «Ексапсалмы») в православии — важная часть утрени, состоящая из шести псалмов (3, 37, 62, 87, 102, 142). В этих псалмах изображаются грозящие нам опасности и выражается надежда на милосердие Божие.
Шестопсалмие читается на каждой утрене, за исключением дней Светлой седмицы. Богослужебный устав перед началом чтения полагает исполнить краткое славословие во образ ночного пения ангелов вифлеемским пастухам и затем погасить все яркие светильники, чтобы внимание слушающих ничем не отвлекалось и удобнее было бы углубляться в смысл читаемого. По уставу, шестопсалмие должно читаться настоятелем церкви, игуменом монастыря, епископом и даже патриархом, хотя в приходской практике Русской православной церкви оно совершается чтецом. После прочтения первых трёх псалмов и краткого славословия из алтаря выходит священник, становится лицом к алтарю и при закрытых царских вратах «тайно» (т. е. тихо) читает 12 особых утренних молитв.

Егда́ же глаго́лется шестопса́лміе, тогда́ подоба́етъ со внима́ніемъ слу́шанію прилежа́ти: покая́нія бо псалмы́ испо́лнены суть, и умиле́нія. Глаго́лемъ же сія́ псалмы́ со благогове́ніемъ и со стра́хомъ Бо́жіимъ, я́ко Самому́ Бо́гу неви́димо бесе́дующе и моля́щеся о гресе́хъ на́шихъ. И не и́мать кто вла́сти шепты́ твори́ти, ниже́ плю́нути, или́ хракну́ти, но па́че внима́ти отъ псало́мника глаго́лемымъ, ру́це иму́ще со́гбены къ пе́рсемъ, гла́вы же преклонены́, и о́чи иму́ще до́лу, серде́чныма очи́ма зря́ще къ восто́комъ… помина́юще смерть, и бу́дущую му́ку, и жизнь ве́чную.
— Типикон
При чтении шестопсалмия в храме гасят светильники, во-первых, чтобы возбудить более внимательное и сосредоточенное настроение, и, во-вторых, в напоминание о том мраке, который царил во время шествия вифлеемских пастырей на поклонение Богомладенцу. Кроме того, как поясняет Паисий Святогорец, шестопсалмие «символизирует Страшный суд. Поэтому хорошо, если во время чтения шестопсалмия ум идёт на час Страшного суда. Шестопсалмие занимает 6—7 минут. После первой статьи мы даже не крестимся, потому что Христос придёт сейчас не для того, чтобы распяться, но явится [миру] как Судия». По Иерусалимскому уставу, перед Шестопсалмием положено читать полностью Откровение Иоанна Богослова в день его памяти (на всенощном бдении, в Великие чтения).